# Randy Velarde
Randy Lee Velarde (né le 24 novembre 1962 à Midland, Texas, États-Unis) est un joueur de champ intérieur qui évolue dans la Ligue majeure de baseball de 1987 à 2002. Il a joué 10 de ses 16 saisons avec les Yankees de New York.
Il est connu pour avoir réussi le 11e triple jeu sans aide de l'histoire du baseball majeur le 29 mai 2000 alors qu'il évoluait pour les Athletics d'Oakland.

## Carrière
Joueur des Chaparrals de la Lubbock Christian University de Lubbock au Texas, Randy Velarde est repêché par les White Sox de Chicago en juin 1985 au 19e tour de sélection. Encore joueur des ligues mineures, il est avec le lanceur gaucher Pete Filson échangé aux Yankees de New York le 5 janvier 1987 contre le lanceur droitier Scott Nielsen et un joueur d'arrêt-court qui n'atteindra pas le niveau majeur, Mike Soper.
Velarde fait ses débuts dans le baseball majeur le 20 août 1987 avec les Yankees. Il joue 10 de ses 16 saisons avec ce club et y dispute 673 de ses 1 273 matchs. Au cours de sa carrière dans les majeures, qui se termine en 2002, Velarde maintient une moyenne au bâton de ,276 avec 1 171 coups sûrs, 214 doubles, 23 triples, 100 circuits, 445 points produits, 663 points marqués et 78 buts volés. Il dispute environ la moitié de ses matchs comme joueur de deuxième but, mais évolue aussi souvent au troisième but et à l'arrêt-court.
Après la saison 1995, le vétéran des Yankees devient agent libre et rejoint pour 1996 les Angels de la Californie, renommé Angels d'Anaheim la saison suivante. Durant la campagne 1999, les Angels transfèrent Velarde aux Athletics d'Oakland. Cette année est la meilleure de Velarde en carrière : en 156 matchs au total avec deux clubs, il prend le 4e rang de la Ligue américaine avec 200 coups sûrs, finit premier des majeures avec 152 simples, réalise des sommets personnels de 16 circuits, 105 points marqués et 76 points produits, et maintient une moyenne au bâton de ,317. Il aide Oakland à atteindre les éliminatoires et produit 3 points avec 5 coups sûrs en 5 matchs de Série de division contre son ancien club, les Yankees.
Le 29 mai 2000, comme joueur de deuxième but des Athletics d'Oakland, Velarde réussit le 11e triple jeu sans aide de l'histoire des majeures. Il est réussi au Yankee Stadium de New York : Velarde capte le coup frappé par Shane Spencer des Yankees pour le premier retrait, applique la balle sur le coureur Jorge Posada pour un autre, puis touche le deuxième but pour retirer l'autre coureur, Tino Martinez.
En novembre 2000, les Athletics d'Oakland l'échangent aux Rangers du Texas pour le lanceur Aaron Harang. Son séjour avec ce club ne dure pas un an puisqu'il est rapatrié par les Yankees durant l'été 2001, dans l'échange qui envoie au Texas le releveur gaucher Randy Flores et le lanceur droitier Rosman García. Entre 1996 et 2000, les Yankees remportent la Série mondiale quatre fois en cinq ans : Velarde, qui a quitté peu avant le premier de ces titres, revient à temps pour participer à la Série mondiale 2001, mais New York perd contre Arizona. Velarde met fin à sa carrière en 2002 par un dernier passage à Oakland.
En décembre 2007, le nom de Randy Velarde apparaît dans le rapport Mitchell sur le dopage dans le baseball professionnel. En mai 2011, lors du procès pour parjure de l'ancien joueur vedette Barry Bonds, Velarde admet avoir utilisé de l'hormone de croissance et en avoir acheté de Greg Anderson, l'entraîneur personnel de Bonds.
Randy Velarde est mentionné dans la pièce NaNa sur l'album Acid Rap de Chance The Rapper.